# امامزاده حلیمه خاتون
امامزاده حلیمه خاتون مربوط به دوره قاجار است و در شهرستان قم، بخش مرکزی، روستای لنگرود واقع شده و این اثر در تاریخ ۲۴ اسفند ۱۳۸۳ با شمارهٔ ثبت ۱۱۴۹۹ به‌عنوان یکی از آثار ملی ایران به ثبت رسیده است.